# Tokchon
Tokchon (Pronunciació coreana: [tʌk̚.tsʰʌn]) és una ciutat i entitat municipal ubicada al nord de la provincia de Pyongan del Sud, a Corea del Nord. Limita amb els municipis de Nyŏngwŏn i Maengsan a l'est, Kujang (Pyongan del nord) al nord, Kaech'ŏn a l'oest i Pukch'ang al sud.

## Geografia
La ciutat té una extensió de 692 km² i està ubicada en una zona muntanyosa, frondosa i amb una elevada pluviometria, al nord es troben les muntanyes Myohyang. A l'est, la central hidroeléctrica Taedong, la qual utilitza les aigües del pantà de Kumsong com a font d'energia. L'embassament va ser creat el 1982 inundant antigues zones de la ciutat amb aquesta finalitat. El caudal del pantà abasteix el riu Taedong, un dels rius mes importants del pais.

## Història
Els primers indicis de població a la zona daten entre els anys 947 i 1001 dC. Inicialment es caracteritzava per un assentament petit de difícil accés i mal comunicat. No va ser fins al descobriment de filons rics en carbó que el poble es va començar a desenvolupar. Amb una industria minera creixent, va atreure ma d'obra, i va augmentar significativament la població, en conseqüència el 1939 es va començar a millorar la infraestructura de la zona millorant les connexions tant per carretera com per xarxa ferroviària amb la resta del país durant.
Durant la Guerra de Corea la ciutat va esdevenir un punt clau en la batalla del riu Ch'ongch'on.
El 28 d'abril de 2017, va ser reportat el llançament del Hwasong-12, un missil balistic d'abast intermedi (IRBM) des d'una ubicació propera a l'aeroport de Pukchang, que va impactar en una zona urbana de la ciutat, causant diversos danys a les estructures de la ciutat.

## Economia
A Tokchon es troba la planta de Sungri Motors (i els seus tallers associats), dedicada a la fabricació de repliques de vehicles de passatgers estrangers i camions militars. Va ser establerta el 1950 i ha crescut per les campanyes de militarització massives de Kim Il-sung a les dècades de 1970 i 1980.
Als voltats de la ciutat es troben nombroses mines de carbó, que alimenten la central tèrmica de Pukchang. En aquest municipi es troba una de les fabriques mes importants d'equipaments d'extracció minera. També hi ha fabriques tèxtils i de producció de productes alimentaris.
L'agricultura té poca importància, degut a l'orografia muntanyosa, i només un 9% del sòl es destina a ús agrícola.

## Transport
La ciutat es troba comunicada pels Ferrocarrils Estatals de Corea del Nord, a través de la línia Pyongan des de 1939. Aquesta línia es va dissenyar amb la finalitat de transportar el carbó extret de les muntanyes.